# Чиграй (деревня)
Чиграй — деревня в Красногорском районе Брянской области России. Входит в состав Лотаковского сельского поселения.

## География
Деревня находится в западной части Брянской области, в зоне хвойно-широколиственных лесов, в пределах восточной окраины Полесской низменности, вблизи государственной границы с Белоруссией, на расстоянии примерно 20 километров (по прямой) к северо-западу от посёлка городского типа Красная Гора, административного центра района. Абсолютная высота — 165 метров над уровнем моря.

### Климат
Климат характеризуется как умеренно континентальный. Среднегодовая многолетняя температура воздуха составляет 10 °С. Средняя температура воздуха самого тёплого месяца (июля) — 23,9 °C (абсолютный максимум — 32 °C); самого холодного (января) — −3,8 °C (абсолютный минимум — −25 °C). Безморозный период длится в среднем 170—190 дней. Среднегодовое количество атмосферных осадков составляет 550—600 мм.

### Часовой пояс
Деревня Чиграй, как и вся Брянская область, находится в часовой зоне МСК (московское время). Смещение применяемого времени относительно UTC составляет +3:00.

## История
Упоминается с первой половины XIX века как хутор; с 1861 по 1924 в Лотаковской волости Суражского (с 1921 - Клинцовского) уезда, в 1924-1929 в Заборской волости, с 1929 в Красногорском районе. Входила в приход села Николаевка. С 1920-х годов по 2005 в Морозовском сельсовете. 

## Население
| 2010 | 2013 |
| ---- | ---- |
| 3    | ↘1   |

### Национальный состав
450 человек (1892), в национальной структуре населения русские составляли 100 % из 5 человек (2002).